# Helena Sångeland
Helena Päivikki Sångeland, född 1961 i Göteborg, är en svensk diplomat. Hon är chef för Sveriges delegation vid OECD och Unesco i Paris. Mellan 2019 och 2023 var hon Sveriges ambassadör i Peking. Tidigare har hon varit ambassadör i Iran och Malaysia. Hon har även tjänstgjort vid ambassaderna i Rom, Helsingfors och Hanoi.
Sångeland växte upp i Göteborg med finländska föräldrar. Hon är civilekonom från Handelshögskolan vid Göteborgs universitet och har även studerat tyska vid Göteborgs universitet. Efter studierna började hon på Utrikesdepartementet 1988. Förutom svenska och tyska talar hon även finska, engelska, franska och italienska.
Sångeland är gift med arkitekten Patrick Orhammar och tillsammans har de två vuxna barn.